# Ambres
Pour les articles homonymes, voir Ambre (homonymie).
Ambres est une commune française située dans le département du Tarn, en région Occitanie.
La commune possède un patrimoine naturel remarquable : un site Natura 2000 et une zone naturelle d'intérêt écologique, faunistique et floristique.

## Géographie

### Localisation
Commune située à la confluence du Dadou et de l'Agout au nord de Lavaur.
Sur le plan historique et culturel, la commune est dans le Castrais, un territoire essentiellement agricole, entre la rive droite de l'Agout au sud et son affluent, le Dadou, au nord.
Elle se trouve dans l'aire d'attraction de Toulouse, dans la zone d'emploi d'Albi et dans le bassin de vie de Lavaur.

### Communes limitrophes
Les communes limitrophes sont  Fiac, Giroussens, Labastide-Saint-Georges, Lavaur, Saint-Gauzens et Saint-Jean-de-Rives.
|                     | Giroussens | Saint-Gauzens           |
| Saint-Jean-de-Rives | Ambres     | Fiac                    |
|                     | Lavaur     | Labastide-Saint-Georges |

### Géologie et relief
La superficie de la commune est de 19,11 km2 ; son altitude varie de 100  à   225 mètres.

### Hydrographie

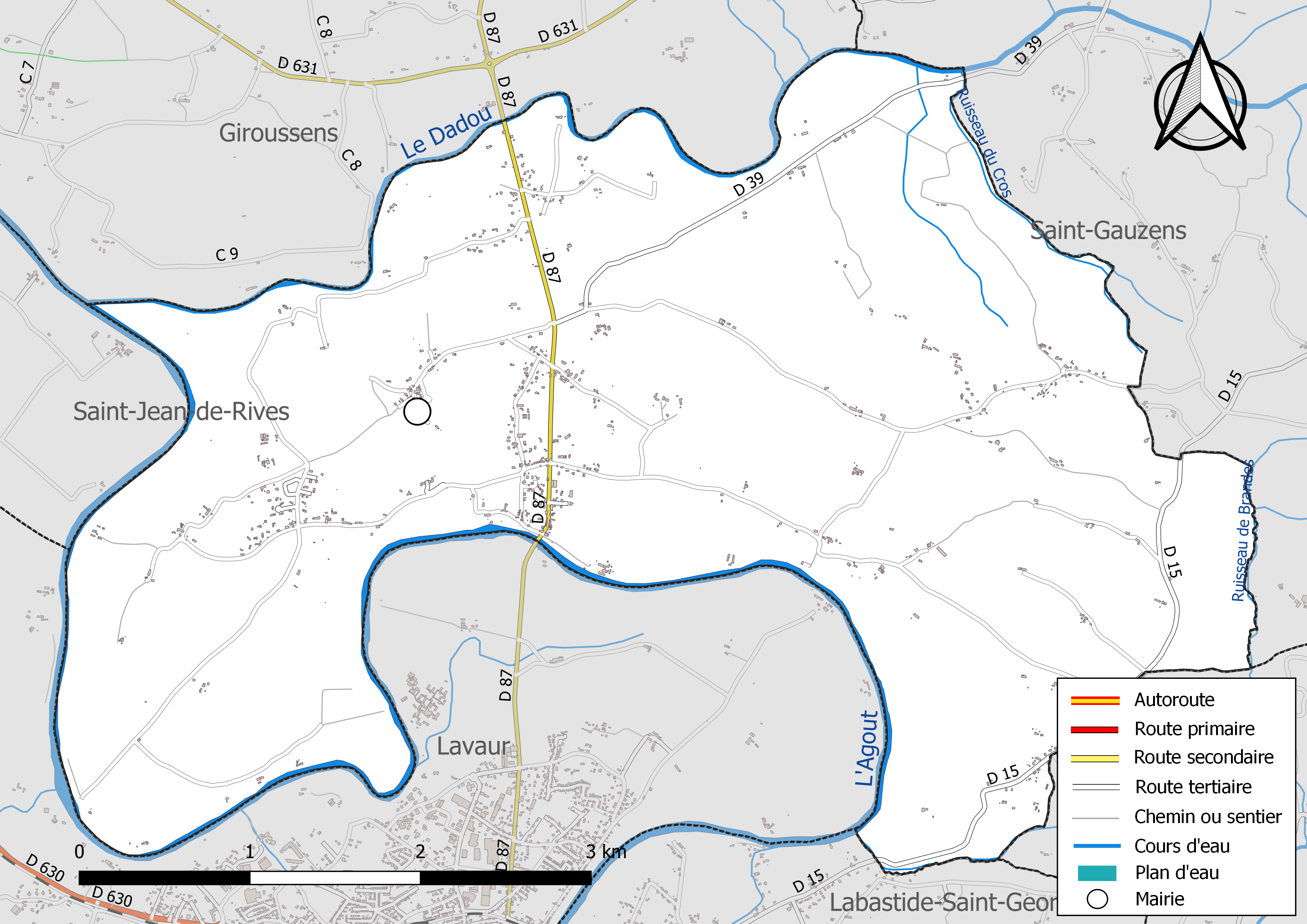
Réseaux hydrographique et routier d'Ambres.

La commune est dans le bassin de la Garonne, au sein du bassin hydrographique Adour-Garonne. Elle est drainée par l'Agout, le Dadou, le ruisseau de Brandes, le ruisseau du Cros et par divers petits cours d'eau, qui constituent un réseau hydrographique de 10 km de longueur totale,.
L'Agout, d'une longueur totale de 194,4 km, prend sa source dans la commune de Cambon-et-Salvergues et s'écoule d'est en ouest. Il traverse la commune et se jette dans le Tarn à Saint-Sulpice-la-Pointe, après avoir traversé 35 communes.
Le Dadou, d'une longueur totale de 115,8 km, prend sa source dans la commune de Saint-Salvi-de-Carcavès et s'écoule d'est en ouest. Il traverse la commune et se jette dans l'Agout sur le territoire communal, après avoir traversé 23 communes.

### Climat
Pour des articles plus généraux, voir Climat de l'Occitanie et Climat du Tarn.
En 2010, le climat de la commune est de type climat du Bassin du Sud-Ouest, selon une étude du Centre national de la recherche scientifique s'appuyant sur une série de données couvrant la période 1971-2000. En 2020, Météo-France publie une typologie des climats de la France métropolitaine dans laquelle la commune est exposée à un climat océanique altéré et est dans la région climatique Aquitaine, Gascogne, caractérisée par une pluviométrie abondante au printemps, modérée en automne, un faible ensoleillement au printemps, un été chaud (19,5 °C), des vents faibles, des brouillards fréquents en automne et en hiver et des orages fréquents en été (15 à 20 jours).
Pour la période 1971-2000, la température annuelle moyenne est de 13,4 °C, avec une amplitude thermique annuelle de 16,3 °C. Le cumul annuel moyen de précipitations est de 713 mm, avec 9,7 jours de précipitations en janvier et 5,1 jours en juillet. Pour la période 1991-2020, la température moyenne annuelle observée sur la station météorologique de Météo-France la plus proche, « Lavaur », sur la commune de Lavaur à 4 km à vol d'oiseau, est de 13,6 °C et le cumul annuel moyen de précipitations est de 701,8 mm. 
La température maximale relevée sur cette station est de 42,6 °C, atteinte le 23 août 2023 ; la température minimale est de −18 °C, atteinte le 17 janvier 1987,,.
Les paramètres climatiques de la commune ont été estimés pour le milieu du siècle (2041-2070) selon différents scénarios d'émission de gaz à effet de serre à partir des nouvelles projections climatiques de référence DRIAS-2020. Ils sont consultables sur un site dédié publié par Météo-France en novembre 2022.

### Milieux naturels et biodiversité

#### Réseau Natura 2000

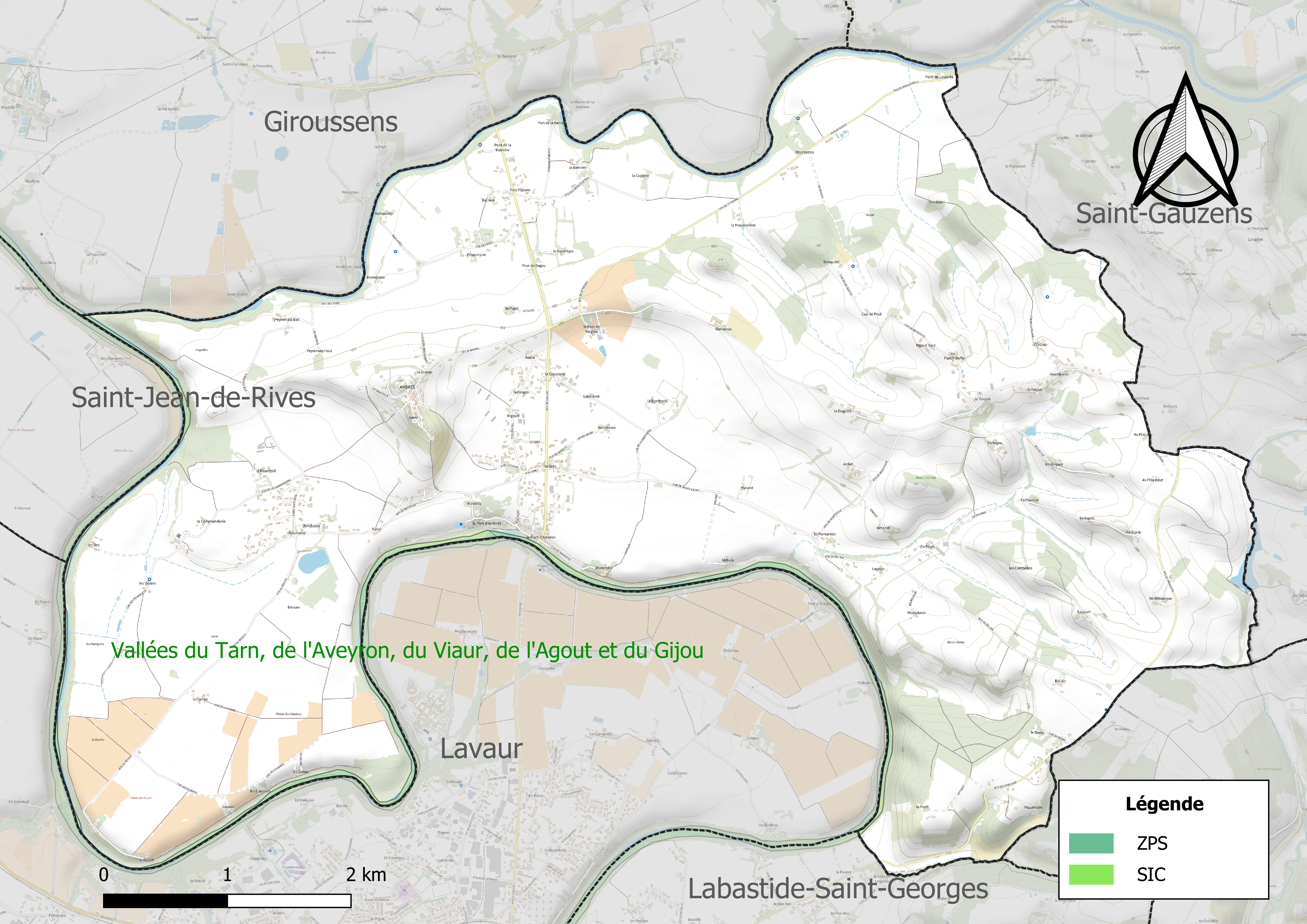
Site Natura 2000 sur le territoire communal.

Le réseau Natura 2000 est un réseau écologique européen de sites naturels d'intérêt écologique élaboré à partir des directives habitats et oiseaux, constitué de zones spéciales de conservation (ZSC) et de zones de protection spéciale (ZPS).
Un site Natura 2000 a été défini sur la commune au titre de la directive habitats : Les « vallées du Tarn, de l'Aveyron, du Viaur, de l'Agout et du Gijou », d'une superficie de 17 144 ha, s'étendant sur 136 communes dont 41 dans l'Aveyron, 8 en Haute-Garonne, 50 dans le Tarn et 37 dans le Tarn-et-Garonne. Elles présentent une très grande diversité d'habitats et d'espèces dans ce vaste réseau de cours d'eau et de gorges. La présence de la Loutre d'Europe et de la moule perlière d'eau douce est également d'un intérêt majeur.

#### Zones naturelles d'intérêt écologique, faunistique et floristique

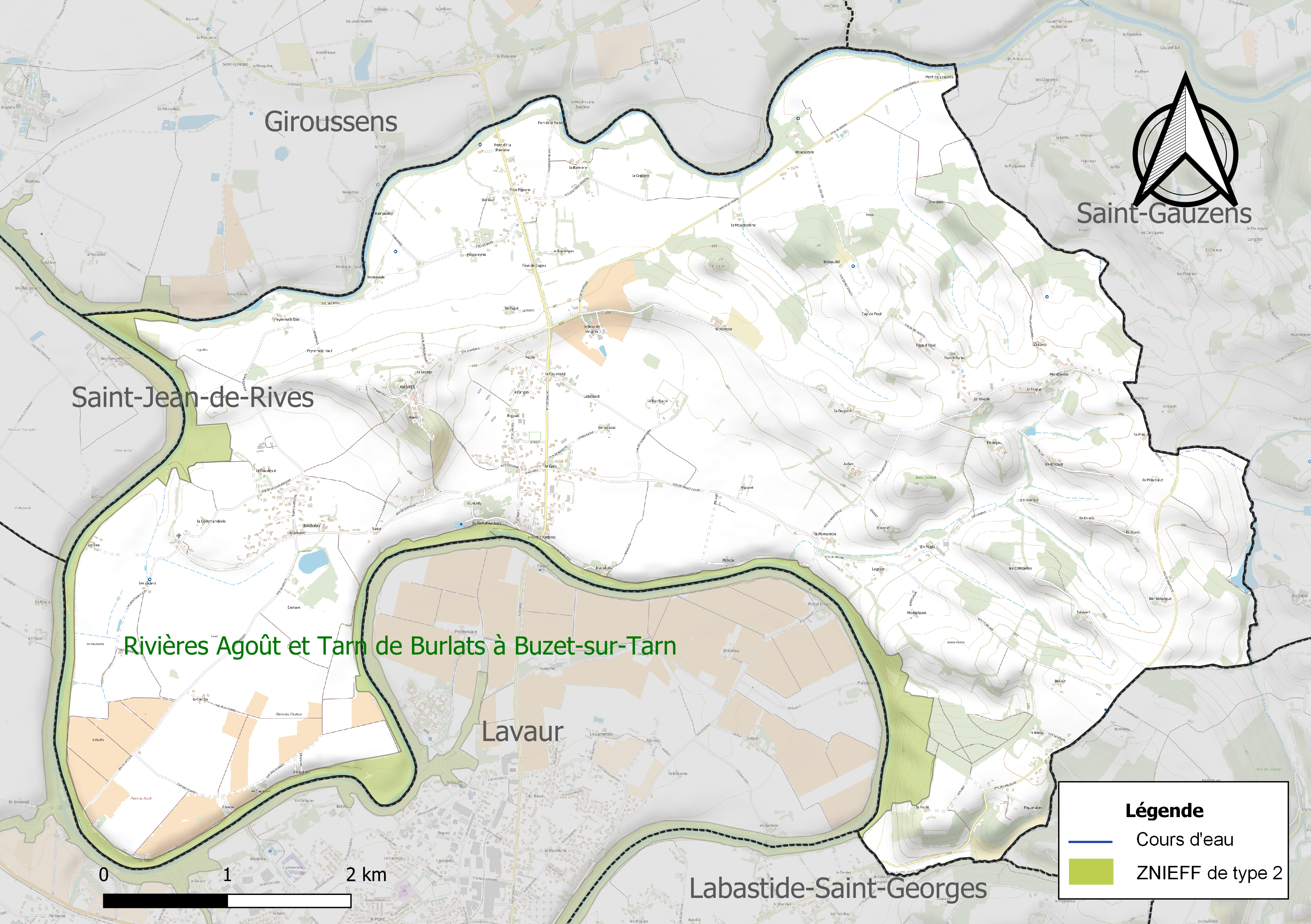
Carte de la ZNIEFF de type 2 localisée sur la commune.

L’inventaire des zones naturelles d'intérêt écologique, faunistique et floristique (ZNIEFF) a pour objectif de réaliser une couverture des zones les plus intéressantes sur le plan écologique, essentiellement dans la perspective d’améliorer la connaissance du patrimoine naturel national et de fournir aux différents décideurs un outil d’aide à la prise en compte de l’environnement dans l’aménagement du territoire.
Une ZNIEFF de type 2 est recensée sur la commune :
les « rivières Agoût et Tarn de Burlats à Buzet-sur-Tarn » (1 364 ha), couvrant 24 communes du département.

## Urbanisme

### Typologie
Au 1er janvier 2024, Ambres est catégorisée commune rurale à habitat dispersé, selon la nouvelle grille communale de densité à sept niveaux définie par l'Insee en 2022.
Elle est située hors unité urbaine. Par ailleurs la commune fait partie de l'aire d'attraction de Toulouse, dont elle est une commune de la couronne,. Cette aire, qui regroupe 527 communes, est catégorisée dans les aires de 700 000 habitants ou plus (hors Paris),.

### Occupation des sols

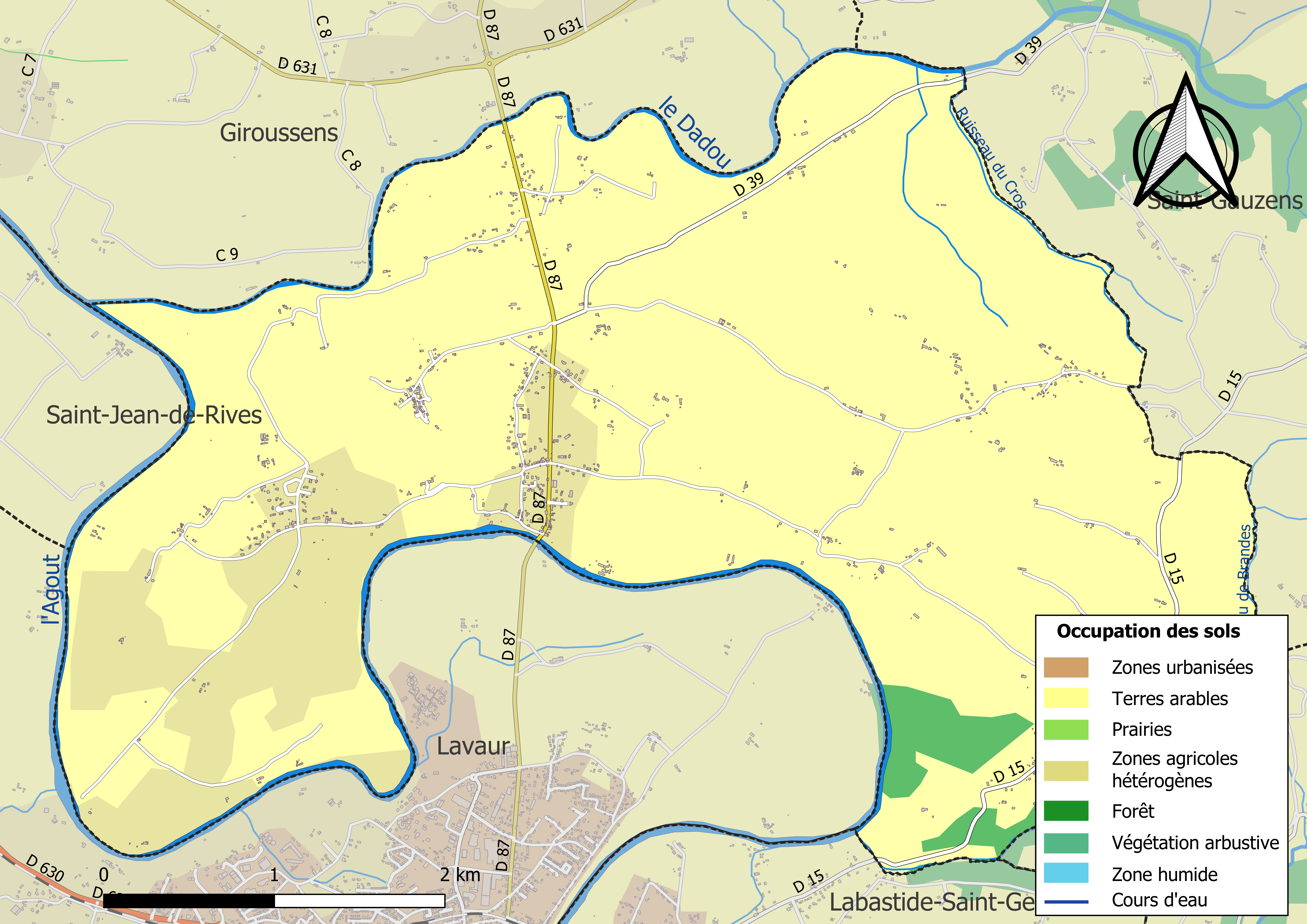
Carte des infrastructures et de l'occupation des sols de la commune en 2018 (CLC).

L'occupation des sols de la commune, telle qu'elle ressort de la base de données européenne d’occupation biophysique des sols Corine Land Cover (CLC), est marquée par l'importance des territoires agricoles (94 % en 2018), en diminution par rapport à 1990 (97,7 %). La répartition détaillée en 2018 est la suivante : 
terres arables (78,6 %), zones agricoles hétérogènes (10,5 %), cultures permanentes (4,9 %), forêts (3,6 %), zones urbanisées (2,4 %). L'évolution de l’occupation des sols de la commune et de ses infrastructures peut être observée sur les différentes représentations cartographiques du territoire : la carte de Cassini (XVIIIe siècle), la carte d'état-major (1820-1866) et les cartes ou photos aériennes de l'IGN pour la période actuelle (1950 à aujourd'hui).

### Morphologie urbaine
Ambres est un village perche qui surplombe le confluent de l'Agout et du Dadou.

### Habitat et logement
En 2021, le nombre total de logements dans la commune était de 460, alors qu'il était de 426 en 2016 et de 390 en 2011.
Parmi ces logements, 87,8 % étaient des résidences principales, 5,5 % des résidences secondaires et 6,6 % des logements vacants. Ces logements étaient pour 98,4 % d'entre eux des maisons individuelles et pour 1,6 % des appartements.
Le tableau ci-dessous présente la typologie des logements à Ambres en 2021 en comparaison avec celle du Tarn et de la France entière. Une caractéristique marquante du parc de logements est ainsi la faible proportion des résidences secondaires et logements occasionnels (5,5 %) par rapport au département (7,4 %) et à la France entière (9,7 %).
| Typologie                                               | Ambres | Tarn | France entière |
| ------------------------------------------------------- | ------ | ---- | -------------- |
| Résidences principales (en %)                           | 87,8   | 83,6 | 82,2           |
| Résidences secondaires et logements occasionnels (en %) | 5,5    | 7,4  | 9,7            |
| Logements vacants (en %)                                | 6,6    | 8,9  | 8,1            |

### Voies de communication et transports
La commune est desservie par plusieurs lignes du réseau régional liO : la ligne 705 la relie à Albi et à Lavaur ; la ligne 710 la relie à Gaillac et à Lavaur ; la ligne 756 la relie à Toulouse et à Graulhet.

### Risques naturels et technologiques
Le territoire de la commune d'Ambres est vulnérable à différents aléas naturels : météorologiques (tempête, orage, neige, grand froid, canicule ou sécheresse), inondations, mouvements de terrains et séisme (sismicité très faible). Il est également exposé à deux risques technologiques, le transport de matières dangereuses et la rupture d'un barrage. Un site publié par le BRGM permet d'évaluer simplement et rapidement les risques d'un bien localisé soit par son adresse soit par le numéro de sa parcelle.

#### Risques naturels
Certaines parties du territoire communal sont susceptibles d’être affectées par le risque d’inondation par débordement de cours d'eau, notamment l'Agout et le Dadou. La cartographie des zones inondables en ex-Midi-Pyrénées réalisée dans le cadre du XIe Contrat de plan État-région, visant à informer les citoyens et les décideurs sur le risque d’inondation, est accessible sur le site de la DREAL Occitanie. La commune a été reconnue en état de catastrophe naturelle au titre des dommages causés par les inondations et coulées de boue survenues en 1982, 1992, 1996, 1997, 2010, 2014 et 2020,.
Ambres est exposée au risque de feu de forêt. En 2022, il n'existe pas de Plan de Prévention des Risques incendie de forêt (PPRif). Le débroussaillement aux abords des maisons constitue l’une des meilleures protections pour les particuliers contre le feu,.

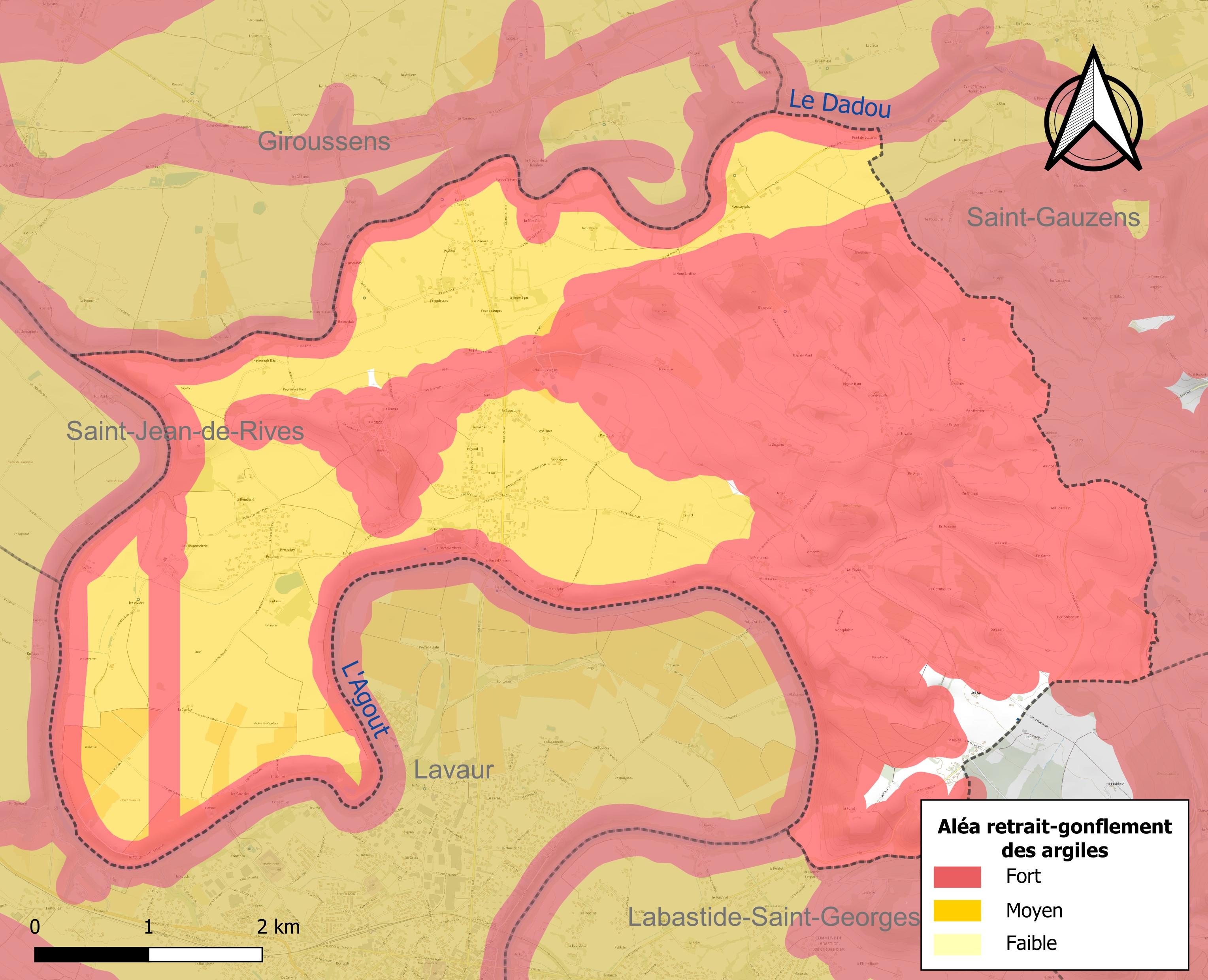
Carte des zones d'aléa retrait-gonflement des sols argileux d'Ambres.

La commune est vulnérable au risque de mouvements de terrains constitué principalement du retrait-gonflement des sols argileux. Cet aléa est susceptible d'engendrer des dommages importants aux bâtiments en cas d’alternance de périodes de sécheresse et de pluie. 98,7 % de la superficie communale est en aléa moyen ou fort (76,3 % au niveau départemental et 48,5 % au niveau national). Sur les 412 bâtiments dénombrés sur la commune en 2019, 399 sont en aléa moyen ou fort, soit 97 %, à comparer aux 90 % au niveau départemental et 54 % au niveau national. Une cartographie de l'exposition du territoire national au retrait gonflement des sols argileux est disponible sur le site du BRGM,.
Par ailleurs, afin de mieux appréhender le risque d’affaissement de terrain, l'inventaire national des cavités souterraines permet de localiser celles situées sur la commune.

#### Risques technologiques
Le risque de transport de matières dangereuses sur la commune est lié à sa traversée par des infrastructures routières ou ferroviaires importantes ou la présence d'une canalisation de transport d'hydrocarbures. Un accident se produisant sur de telles infrastructures est susceptible d’avoir des effets graves sur les biens, les personnes ou l'environnement, selon la nature du matériau transporté. Des dispositions d’urbanisme peuvent être préconisées en conséquence.
La commune est en outre située en aval d'un barrage de classe A. À ce titre elle est susceptible d’être touchée par l’onde de submersion consécutive à la rupture de cet ouvrage.

## Toponymie
Le nom de la localité est attesté sous les formes Ambrez vers 1120, Ambrecio en 1272.
Ambres, est terminé par un e fermé atone. Il ne remonte donc pas à des mots terminés par -a atone, comme *Ambarra[réf. nécessaire]. Contrairement à Ernest Nègre, il est inutile d'expliquer un déplacement d'accent qui n'existe pas en occitan local.

## Politique et administration

### Rattachements administratifs et électoraux

#### Rattachements administratifs
La commune se trouve depuis 1926 dans l'arrondissement de Castres du département du Tarn.
Elle faisait partie depuis 1801 du canton de Lavaur. Dans le cadre du redécoupage cantonal de 2014 en France, cette circonscription administrative territoriale a disparu, et le canton n'est plus qu'une circonscription électorale.

#### Rattachements électoraux
Pour les élections départementales, la commune fait partie depuis 2014 du canton des Portes du Tarn.
Pour l'élection des députés, elle fait partie de la troisième circonscription du Tarn.

### Intercommunalité
Ambres est membre fondateur de la communauté de communes Tarn-Agout, un établissement public de coopération intercommunale (EPCI) à fiscalité propre créé fin 1994  et auquel la commune a transféré un certain nombre de ses compétences, dans les conditions déterminées par le code général des collectivités territoriales.

### Liste des maires
| Période                                  | Période                        | Identité                      | Étiquette | Qualité                                                                        |
| ---------------------------------------- | ------------------------------ | ----------------------------- | --------- | ------------------------------------------------------------------------------ |
| Les données manquantes sont à compléter. |                                |                               |           |                                                                                |
|                                          |                                |                               |           |                                                                                |
| 1793                                     | 1794                           | Bernard Casse                 |           |                                                                                |
| 1795                                     | 1795                           | Pierre Marty                  |           |                                                                                |
| 1795                                     | 1800                           | Jean François Vernhes         |           |                                                                                |
| 1800                                     | 1808                           | Bernard Casse                 |           |                                                                                |
| 1808                                     | 1826                           | Pierre Rondes                 |           |                                                                                |
| 1826                                     | 1830                           | Jean François Marty           |           |                                                                                |
| 1830                                     | 1848                           | Jean François Antoine Vernhes |           |                                                                                |
| 1848                                     | 1870                           | Jean Pierre Talmier           |           |                                                                                |
| 1870                                     | 1884                           | Joseph Catier                 |           |                                                                                |
| 1884                                     | 1899                           | Joseph Prosper Malaterre      |           |                                                                                |
| 1899                                     | 1900                           | Pierre Thomas                 |           |                                                                                |
| 1900                                     | 1907                           | Gabriel Etienne Catier        |           |                                                                                |
|                                          |                                |                               |           |                                                                                |
| juin 1995                                | mai 2020                       | Michel Tournier,              |           | Responsable d’agence retraité Vice-président de la CC Tarn-Agout (2001 → 2020) |
| mai 2020,                                | février 2023                   | Daniel Marquès                |           | Dessinateur industriel Démissionnaire                                          |
| février 2023                             | En cours (au 30 novembre 2023) | Bénédicte Portal              |           | Chargée de formation pour les travailleurs en situation de handicap            |

## Équipements et services publics

### Eau et déchets
La collecte et le traitement des déchets des ménages et des déchets assimilés ainsi que la protection et la mise en valeur de l'environnement se font dans le cadre du SICTOM de Lavaur.

### Enseignement
Ambres fait partie de l'académie de Toulouse.
L'école communale a été dénommée en 2024 Emmanuelle-Charpentier, microbilogiste et généticienne, prix Nobel de chimie de chimie en 2020.

## Population et société
Les habitants sont appelés les Ambrais ou  Ambraises.

### Démographie
L'évolution du nombre d'habitants est connue à travers les recensements de la population effectués dans la commune depuis 1793. Pour les communes de moins de 10 000 habitants, une enquête de recensement portant sur toute la population est réalisée tous les cinq ans, les populations de référence des années intermédiaires étant quant à elles estimées par interpolation ou extrapolation. Pour la commune, le premier recensement exhaustif entrant dans le cadre du nouveau dispositif a été réalisé en 2005.

En 2022, la commune comptait 1 031 habitants, en évolution de +4,56 % par rapport à 2016 (Tarn : +2,52 %, France hors Mayotte : +2,11 %).
| 1793  | 1800  | 1806  | 1821  | 1831  | 1836  | 1841  | 1846  | 1851  |
| ----- | ----- | ----- | ----- | ----- | ----- | ----- | ----- | ----- |
| 1 260 | 1 122 | 1 307 | 1 355 | 1 440 | 1 405 | 1 370 | 1 327 | 1 392 |

| 1856  | 1861  | 1866  | 1872  | 1876  | 1881  | 1886  | 1891 | 1896 |
| ----- | ----- | ----- | ----- | ----- | ----- | ----- | ---- | ---- |
| 1 284 | 1 208 | 1 200 | 1 105 | 1 091 | 1 049 | 1 076 | 974  | 944  |

| 1901 | 1906 | 1911 | 1921 | 1926 | 1931 | 1936 | 1946 | 1954 |
| ---- | ---- | ---- | ---- | ---- | ---- | ---- | ---- | ---- |
| 910  | 907  | 867  | 754  | 748  | 752  | 744  | 678  | 598  |

| 1962 | 1968 | 1975 | 1982 | 1990 | 1999 | 2005 | 2006 | 2010 |
| ---- | ---- | ---- | ---- | ---- | ---- | ---- | ---- | ---- |
| 586  | 580  | 581  | 626  | 701  | 732  | 827  | 822  | 945  |

| 2015 | 2020  | 2022  | - | - | - | - | - | - |
| ---- | ----- | ----- | - | - | - | - | - | - |
| 983  | 1 023 | 1 031 | - | - | - | - | - | - |

Ambres est une commune rurale qui a  connu une forte hausse de la population depuis 1968.

### Manifestations culturelles et festivités
Les Ambringofolies (fête d’Ambres) festival de musique dont la 14e édition a eu lieu en octobre 2023.

### Sports et loisirs
L'Association Sportive Ambraise, équipe de rugby à XV.

## Économie

### Revenus
En 2018, la commune compte 382 ménages fiscaux, regroupant 1 046 personnes. La médiane du revenu disponible par unité de consommation est de 22 170 € (20 400 € dans le département).

### Emploi
|                | 2008  | 2013  | 2018  |
| -------------- | ----- | ----- | ----- |
| Commune        | 4,5 % | 8,7 % | 5,6 % |
| Département    | 8,2 % | 9,9 % | 10 %  |
| France entière | 8,3 % | 10 %  | 10 %  |

En 2018, la population âgée de 15 à 64 ans s'élève à 598 personnes, parmi lesquelles on compte 78,3 % d'actifs (72,8 % ayant un emploi et 5,6 % de chômeurs) et 21,7 % d'inactifs,. Depuis 2008, le taux de chômage communal (au sens du recensement) des 15-64 ans est inférieur à celui de la France et du département.
La commune fait partie de la couronne de l'aire d'attraction de Toulouse, du fait qu'au moins 15 % des actifs travaillent dans le pôle,. Elle compte 124 emplois en 2018, contre 188 en 2013 et 152 en 2008. Le nombre d'actifs ayant un emploi résidant dans la commune est de 447, soit un indicateur de concentration d'emploi de 27,8 % et un taux d'activité parmi les 15 ans ou plus de 61 %.
Sur ces 447 actifs de 15 ans ou plus ayant un emploi, 57 travaillent dans la commune, soit 13 % des habitants. Pour se rendre au travail, 88,7 % des habitants utilisent un véhicule personnel ou de fonction à quatre roues, 5 % les transports en commun, 3,2 % s'y rendent en deux-roues, à vélo ou à pied et 3,1 % n'ont pas besoin de transport (travail au domicile).

### Activités hors agriculture

#### Secteurs d'activités
77 établissements sont implantés  à Ambres au 31 décembre 2019. Le tableau ci-dessous en détaille le nombre par secteur d'activité et compare les ratios avec ceux du département,.
| Secteur d'activité                                                                                        | Commune | Commune | Département |
| Secteur d'activité                                                                                        | Nombre  | %       | %           |
| --- | ------- | ------- | ----------- |
| Ensemble                                                                                                  | 77      |         |             |
| Industrie manufacturière, industries extractives et autres                                                | 9       | 11,7 %  | (13 %)      |
| Construction                                                                                              | 14      | 18,2 %  | (12,5 %)    |
| Commerce de gros et de détail, transports, hébergement et restauration                                    | 19      | 24,7 %  | (26,7 %)    |
| Information et communication                                                                              | 1       | 1,3 %   | (2,1 %)     |
| Activités immobilières                                                                                    | 3       | 3,9 %   | (4,2 %)     |
| Activités spécialisées, scientifiques et techniques et activités de services administratifs et de soutien | 16      | 20,8 %  | (13,8 %)    |
| Administration publique, enseignement, santé humaine et action sociale                                    | 7       | 9,1 %   | (15,5 %)    |
| Autres activités de services                                                                              | 8       | 10,4 %  | (9 %)       |

Le secteur du commerce de gros et de détail, des transports, de l'hébergement et de la restauration est prépondérant sur la commune puisqu'il représente 24,7 % du nombre total d'établissements de la commune (19 sur les 77 entreprises implantées  à Ambres), contre 26,7 % au niveau départemental.

#### Entreprises et commerces
Les quatre entreprises ayant leur siège social sur le territoire communal qui génèrent le plus de chiffre d'affaires en 2020 sont : 
- Mozaic International Traiding, vente à distance sur catalogue spécialisé (225 k€)
- Sarobat Ingenierie, activités des marchands de biens immobiliers (104 k€)
- SARL Le Palais Gourmand, boulangerie et boulangerie-pâtisserie (79 k€)
- Mikivi, ingénierie, études techniques (68 k€)

### Agriculture
La commune est dans la « plaine de l'Albigeois et du Castrais », une petite région agricole occupant le centre du département du Tarn. En 2020, l'orientation technico-économique de l'agriculture  sur la commune est l'exploitation de grandes cultures (hors céréales et oléoprotéagineuses).
|               | 1988  | 2000  | 2010  | 2020  |
| ------------- | ----- | ----- | ----- | ----- |
| Exploitations | 39    | 25    | 18    | 15    |
| SAU (ha)      | 1 702 | 1 801 | 1 486 | 1 206 |

Le nombre d'exploitations agricoles en activité et ayant leur siège dans la commune est passé de 39 lors du recensement agricole de 1988  à 25 en 2000 puis à 18 en 2010 et enfin à 15 en 2020, soit une baisse de 62 % en 32 ans. Le même mouvement est observé à l'échelle du département qui a perdu pendant cette période 58 % de ses exploitations,. La surface agricole utilisée sur la commune a également diminué, passant de 1702 ha en 1988 à 1206 ha en 2020. Parallèlement la surface agricole utilisée moyenne par exploitation a augmenté, passant de 44 à 80 ha.

## Culture locale et patrimoine

### Lieux et monuments
- Pigeonnier de Montplaisir  Inscrit MH (2010)[49], édifice monumental et ostentatoire édifié en 1891 en complément de la maison de maître et de ses dépendances, qui datent de 1870. Il est considéré comme le plus haut pigeonnier du Tarn[50].
- Église Saint-Sauveur, 101 rue Gaston-Phébus[51], qui aurait été édifiée en 1515 par la vicomtesse Brunissende de Lautrec[52].
- Chapelle de Saint-Jean-Baptiste de Montferrier, dont les parties les plus anciennes datent sans doute du XVIIe siècle[53].
- Chapelle Sainte-Cécile de Manens, datant elle aussi sans doute du XVIIe siècle pour ses parties anciennes, annexe de l’église Saint-Sauveur d’Ambres attestée dès 1648 dans les registres paroissiaux. L’église est devenue chapelle vicariale au XIXe siècle[54].
- Chapelle Saint-Eugène, également une annexe de l’église Saint-Sauveur d’Ambres présente dès le milieu du XVIIe siècle[55].
- Cimetière.
- Château d'Ambres.
- Mairie-école, 2 place de la mairie, édifiée en 1886 sur des plans de l’architecte Bernard Bertrand[56]
- Ancienne école des filles, 38 route d'Ambres, construite en 1877 sur les plans de l'architecte Guillaume Aurignac, utilisée jusqu'en 1932, année où sa vétusté oblige la commune à reconstruire l’école des filles à côté de celle des garçons dans la rue principale du village. La construction a depuis été réhabilitée en logement d'habitation[57].

### Personnalités liées à la commune
- Philippe de Noailles (1715-1794) baron d'Ambres, comte de Noailles, prince de Poix (1729), duc de Mouchy (1747), officier français, élevé à la dignité de maréchal de France en 1775, guillotiné le 27 juin 1794.
- Famille de Lautrec[pourquoi ?].

### Héraldique
| Blason de Ambres | Blason  | Écartelé: au 1er d'argent au pal flamboyant de sinople, au 2e d'azur à la croix cléchée et pommetée de douze pièces d'or, remplie de gueules, au 3e d'azur à trois fleurs de lis mal ordonnées d'or, au 4e d'argent au chevron d'azur. |
| Blason de Ambres | Détails | Le statut officiel du blason reste à déterminer. |
| Blason de Ambres | Alias   | D'argent au pal flamboyant de gueules. |

## Pour approfondir